# Synallaxis kollari
A Synallaxis kollari a madarak (Aves) osztályának verébalakúak (Passeriformes) rendjébe és a fazekasmadár-félék (Tyrannidae) családjába tartozó faj.

## Rendszerezése
A fajt August von Pelzeln osztrák ornitológus írta le 1856-ban. Egyes szervezetek a Poecilurus nembe sorolták Poecilurus kollari néven.

## Előfordulása
Dél-Amerika északi részén, Brazília és Guyana területén honos. Természetes élőhelyei a szubtrópusi vagy trópusi síkvidéki mocsári erdők. Állandó, nem vonuló faj.

## Megjelenése
Testhossza 16 centiméter.

## Életmódja
Ízeltlábúakkal táplálkozik.

## Természetvédelmi helyzete
Elterjedési területe nagyon kicsi és széttöredezett, az egyedszáma is csökken. A Természetvédelmi Világszövetség Vörös listáján súlyosan veszélyeztetett fajként szerepel.